# ISIS/Draw
ISIS/Drawは、MDL Information Systemsの開発したWindows対応の分子モデリングソフトである。

## 概要
ISIS/Drawは、大学や個人利用者はMDLに登録することで無料で利用することができる。また、このソフトをISIS/Base(ISIS/Hostクライアント)のフロントエンドとして使用することで、他のいくつかのISIS (Integrated Scientific Information System) 製品と同様にACD(Avairable Chemical Database)と、CIRX(ChemInform Reaction Database)の化学データベースを利用することが可能である。
なお、当プログラムの初バージョンは1990年に公開され、最終バージョンは2.5である。現在は、後継ソフトであるSymyx Drawとして開発が行われている。
ISIS/Drawは、独自のファイルフォーマットである拡張子が".skc"のファイルのほか、MDL molfile、Rxnファイル、TGファイルのような一般的な化学ファイルフォーマットにも対応している。
さらに、データベースの検索に対応するため、化学反応検索に必要な原子マッピング(atom mapping)のほか、部分構造検索に必要であるワイルドカード原子、芳香族結合、環状結合のような種々の特別な原子や様々な結合様式をサポートしている。
ISIS/Drawは主に2D描写用のプログラムであるが、多少の3D回転機能を持つ。なお、Rasmolを併用することでISIS/Drawで2D描写した化合物を3D視覚化、および3Dレンダリングすることができる。
ISIS/Drawはさらに、化合物の構造と反応式についてバリデーションを行えるほか、分子量や分子式のような元素プロパティの計算が可能である。

## 参照
- Li, Z.; Wan, H.; Shi, Y.; Ouyang, P. (2004). “Personal Experience with Four Kinds of Chemical Structure Drawing Software: Review on ChemDraw, ChemWindow, ISIS/Draw, and ChemSketch”. J. Chem. Inf. Comput. Sci. 44 (5):  1886–1890. doi:10.1021/ci049794h.
- Johann Gasteiger, Thomas Engel (2003). Chemoinformatics: A Textbook. Wiley-VCH. p. 143. ISBN 3527306811
- Dalby, A.; Nourse, J. G.; Hounshell, W. D.; Gushurst, A. K. I.; Grier, D. L. et al. Description of several chemical structure file formats used by computer programs developed at Molecular Design Limited, Journal of Chemical Information and Computer Sciences, 1992, 32, 244-255.